# 146
Glej tudi: število 146
146 (CXLVI) je bilo navadno leto, ki se je po julijanskem koledarju začelo na petek.

## Dogodki
- 1. januar

## Smrti
- 26. julij - Dži, deseti kitajski cesar iz dinastije Han (*  138)